# Somdev Devvarman

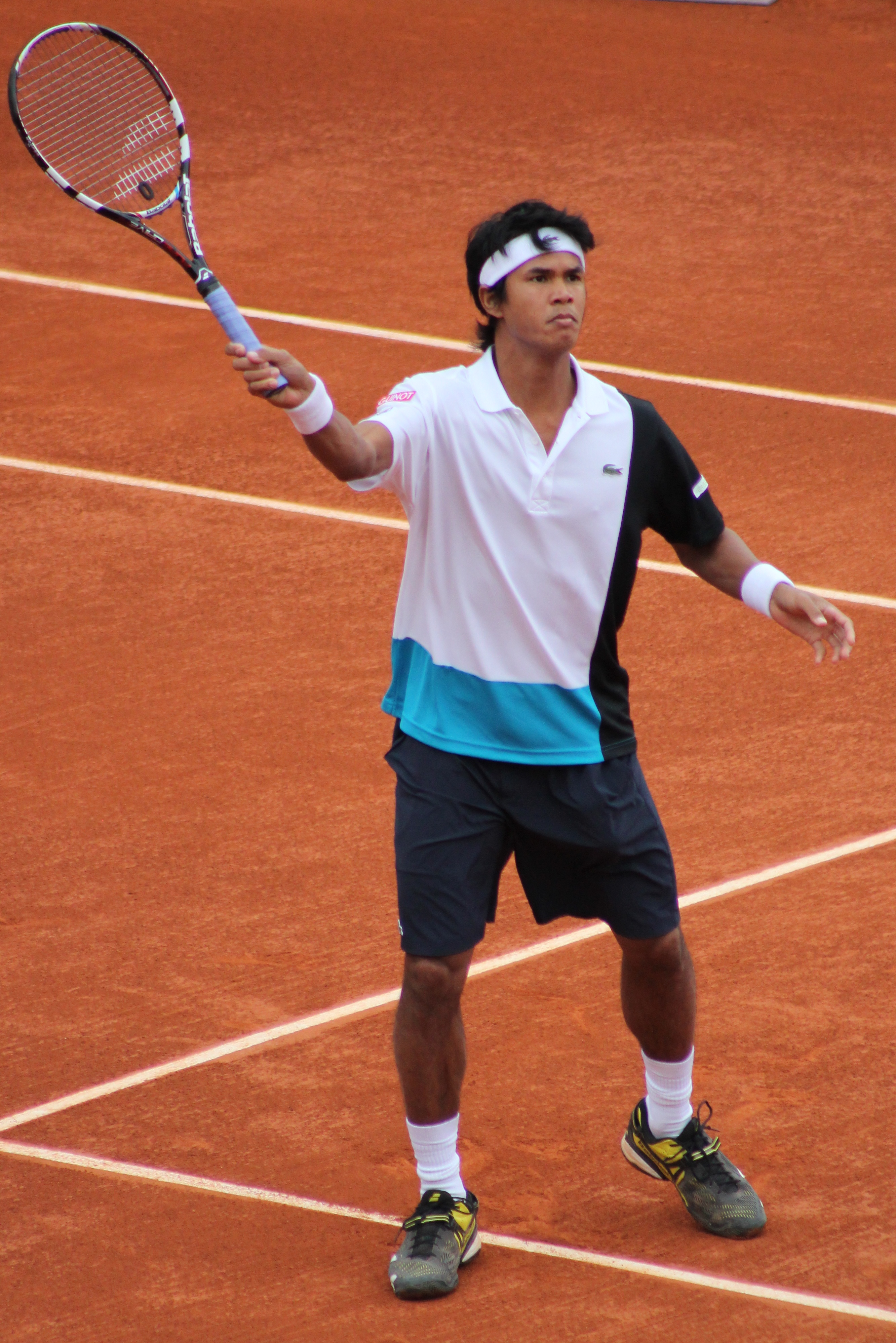
Somdev Devvarman (2013)

Somdev Kishore Devvarman (Guwahati, 13 de febrer de 1985) és un tennista indi retirat, establert a Virgínia, Estats Units.
No va guanyar cap títol en el circuit professional ATP però va arribar a disputar dues finals individuals i una en dobles masculins. Va formar part de l'equip indi de Copa Davis en diverses ocasions.
Fou condecorat amb la distinció Arjuna Award per les seva contribució al tennis l'any 2011, i el 2018 amb el Padma Shri.

## Biografia
Els seus pares són de l'estat de Tripura i pertanyen a l'antiga família reial de Tripura. És net del descendent reial de Tripura, Bikramendra Kishore Debbarman, conegut popularment com Bidurkarta.
Va estudiar a la Universitat de Virgínia es proclamà bicampió de la NCAA en la modalitat individual. El 2007 guanyà en John Isner dels Georgia Bulldogs, en un partit dramàtic que es va endur l'indi per 7-6(7), 4-6, i 7-6(2) i el 2008 feu el mateix amb John Patrick Smith, de Tennessee, a qui va batre per 6-3 i 6-2. De fet, fou el primer universitari en disputar la final individual en tres anys consecutius. Per aquests resultats se'l va considerar un dels jugadors amb més projecció de cara al futur però mai va superar les expectatives.

## Palmarès

### Individual: 2 (0−2)
| Llegenda                          |
| --------------------------------- |
| Grand Slams (0−0)                 |
| ATP Finals (0−0)                  |
| ATP World Tour Masters 1000 (0−0) |
| ATP World Tour 500 (0−0)          |
| ATP World Tour 250 (0−2)          |

| Títols per superfície |
| --------------------- |
| Dura (0−2)            |
| Gespa (0−0)           |
| Terra batuda (0−0)    |

| Resultat  | Núm. | Data                | Torneig                  | Superfície | Oponent        | Marcador      |
| --------- | ---- | ------------------- | ------------------------ | ---------- | -------------- | ------------- |
| Finalista | 1.   | 10 de gener de 2009 | Chennai, Índia           | Dura       | Marin Čilić    | 4−6, 6−7(3)   |
| Finalista | 2.   | 6 de febrer de 2011 | Johannesburg, Sud-àfrica | Dura (i)   | Kevin Anderson | 6−4, 3−6, 2−6 |

### Dobles masculins: 1 (0−1)
| Llegenda                          |
| --------------------------------- |
| Grand Slams (0−0)                 |
| ATP Finals (0−0)                  |
| ATP World Tour Masters 1000 (0−0) |
| ATP World Tour 500 (0−0)          |
| ATP World Tour 250 (0−1)          |

| Títols per superfície |
| --------------------- |
| Dura (0−1)            |
| Gespa (0−0)           |
| Terra batuda (0−0)    |

| Resultat  | Núm. | Data                 | Torneig                   | Superfície | Parella    | Oponents                    | Marcador        |
| --------- | ---- | -------------------- | ------------------------- | ---------- | ---------- | --------------------------- | --------------- |
| Finalista | 1.   | 31 de juliol de 2011 | Los Angeles, Estats Units | Dura       | Treat Huey | Mark Knowles Xavier Malisse | 6−7(3), 6−7(10) |

## Trajectòria

### Individual
| Open d'Austràlia | A   | Q2          | Q3          | 1R          | A   | 2R          | 1R          | Q1          | Q1  | 0 / 3   | 1 – 3   |
| Roland Garros | A   | Q3          | 1R          | 1R          | A   | 2R          | 1R          | Q2          | A   | 0 / 4   | 1 – 4   |
| Wimbledon | A   | Q1          | Q2          | 2R          | A   | Q1          | 1R          | Q1          | A   | 0 / 2   | 1 – 2   |
| US Open | A   | 2R          | 1R          | 1R          | 1R  | 2R          | Q1          | Q1          | A   | 0 / 5   | 2 – 5   |
| Jocs Olímpics | A   | No celebrat | No celebrat | No celebrat | 1R  | No celebrat | No celebrat | No celebrat | A   | 0 / 1   | 0 – 1   |
| Total Victòries−Derrotes                                                                                                   | 2−5 | 10−5        | 8−14        | 20−24       | 0−3 | 13−12       | 7−11        | 2−3         | 0−1 | 62 – 81 | 62 – 81 |
| Rànquing a final d'any | 204 | 126         | 108         | 66          | 664 | 90          | 139         | 177         | 909 |         |         |
| Llegenda: G: Guanyador; F: Finalista; SF: Semifinalista; QF: Quarts de final; Q: Qualificació; A: Absent; RR: Round Robin; |     |             |             |             |     |             |             |             |     |         |         |

### Dobles femenins
| Open d'Austràlia | A   | A   | 2R  | A    | A   | 0 / 1   | 1 – 1   |
| Roland Garros | A   | A   | A   | 1R   | A   | 0 / 1   | 0 – 1   |
| Wimbledon | A   | 1R  | 1R  | 2R   | A   | 0 / 3   | 1 – 3   |
| US Open | A   | A   | A   | 3R   | A   | 0 / 1   | 2 – 1   |
| Total Victòries−Derrotes                                                                                                   | 0−0 | 0−2 | 3−3 | 8−11 | 0−0 | 19 – 26 | 19 – 26 |
| Rànquing a final d'any | 445 | 505 | 211 | 145  | –   |         |         |
| Llegenda: G: Guanyador; F: Finalista; SF: Semifinalista; QF: Quarts de final; Q: Qualificació; A: Absent; RR: Round Robin; |     |     |     |      |     |         |         |

## Guardons
- Arjuna Award (2011)
- Padma Shri (2018)